# Dendrophyllia japonica
Espèce
Dendrophyllia japonica est une espèce de coraux appartenant à la famille des Dendrophylliidae.